# Synagoga Lwowska we Wrocławiu (ul. Karola 30)
Synagoga Lwowska we Wrocławiu – nieistniejąca synagoga terytorialna, która znajdowała się we Wrocławiu, przy ulicy Karola 30.
Synagoga została założona pod koniec XVII wieku. Uczęszczały do niej głównie osoby pochodzące z regionu lwowskiego. W 1906 roku synagoga została zlikwidowana.